# Jan Jönsson (équitation)
Cet article concerne un cavalier suédois. Pour le joueur et entraîneur de football suédois, voir Jan Jönsson.
Jan Jönsson, né le 27 avril 1944 à Motala, est un cavalier suédois de concours complet. 
Il est médaillé de bronze dans l'épreuve du concours complet individuel aux Jeux olympiques de 1972 à Munich.